# اوبونتو سینامون
اوبونتو سینامون یک توزیع لینوکس بر مبنای (پایه) اوبونتو است که تقریباً به صورت کامل از نرم‌افزارهای آزاد یا متن باز تشکیل شده‌است و از میزکار سینامون به جای پوسته گنوم اوبونتو استفاده می‌کند. اولین نسخه 19.10 "Eoan Ermine" بود که ۴ دسامبر ۲۰۱۹ منتشر شد و اولین توزیع رسمی بوده‌است که از اوبونتو با میزکار سینامون استفاده می‌کند. اوبونتو سینامون ریمیکس نیز به صورت مترداف برای ارجاع به پروژه استفاده می‌شود.

## تاریخچه
محیط رومیزی سینامون توسط تیم لینوکس مینت در سال ۲۰۱۱ توسعه یافت و برای اولین بار به عنوان محیط میزکار پیش فرض در لینوکس مینت ۱۳ مورد استفاده قرار گرفت. ایده‌های ترکیب اوبونتو و سینامون جدید نبود و چندین بار قبل از پروژه مطرح شده بود. با این حال، این ایده هرگز به‌طور قابل توجهی توسعه نیافته بود.
در سال ۲۰۱۹، کاربر ItzSwirlz در گفتگوی اوبونتو اطلاعاتی را در مورد طعم سینامونِ اوبونتو درخواست کرد. او برای ساخت این پروژه قدم برداشت و اولین نسخه در همان سال در SourceForge منتشر شد.

### وضعیت طعم
در اوایل سال ۲۰۲۰، جاشوا پیسَچ علاقه خود را برای دستیابی به وضعیت طعم برای اوبونتو سینامون ریمیکس ابراز کرد.
در سال ۲۰۲۲، جاشوا پیسَچ به هیئت فنی اوبونتو ایمیل زد و وضعیت طعم رسمی را درخواست کرد. در جلسه هیئت فنی اوبونتو از طریق IRC در ۲۸ مارس ۲۰۲۳، اوبونتو سینامون رسماً توسط اوبونتو یک طعم رسمی تلقی شد.

## انتشارها

### انتشار ۱۹٫۱۰
19.10 "Eoan Ermine" اولین نسخه پایدار اوبونتو سینامون بود که سپس با نام اوبونتو سینامون ریمیکس شناخته شد. در در ۴ دسامبر ۲۰۱۹ منتشر شد. این نسخه Calamares Installer را با پوسته‌های Kimmo ارائه می‌دهد.

### انتشار 20٫04 ال‌تی‌اس
20٫04 "Focal Fossa" اولین نسخه پایدار اوبونتو سینامون LTS بود. علاوه بر رفع اشکالات نرم‌افزاری، بیشتر شامل به‌روزرسانی‌های گرافیکی، به‌روزرسانی‌های‌های انیمیشن، سفارشی‌سازی و طرح‌بندی بود.
- به روز رسانی ۲۰٫۰۴٫۱ در تاریخ ۶ اوت ۲۰۲۰ منتشر شد. این آپدیت دارای چند ویژگی جدید در طراحی و سفارشی سازی بود.[۸]
- به روز رسانی ۲۰٫۰۴٫۲ در ۴ فوریه ۲۰۲۱ منتشر شد. این به‌روزرسانی عمدتاً دارای رفع اشکال بود.
- به روز رسانی ۲۰٫۰۴٫۳ در ۲۶ اوت ۲۰۲۱ منتشر شد. این به روز رسانی دارای وصله‌های امنیتی علاوه بر رفع اشکالات معمولی بود.
- به روز رسانی ۲۰٫۰۴٫۴ در ۲۵ فوریه ۲۰۲۲ منتشر شد. این به روز رسانی هیچ به روز رسانی خاصی برای اوبونتو سینامون نداشت و در عوض فقط به روز رسانی‌های اوبونتو را منعکس می‌کرد.
- به روز رسانی ۲۰٫۰۴٫۵ در تاریخ ۱ سپتامبر ۲۰۲۲ منتشر شد.

### انتشار ۲۰٫۱۰
۲۰٫۱۰ «Groovy Gorilla» یک نسخه استاندارد در تاریخ ۲۲ اکتبر ۲۰۲۰ بود. این نسخه دارای جایگزینی صداهای سینامون با صداهای اوبونتو و تغییرات بیشتر در طراحی بود. سینامون در این به روز رسانی به نسخه ۴٫۶٫۶ ارتقا یافت که با پشتیبانی بهتر از مانیتور و همچنین بهبود چیدمان ارائه شد.

### انتشار ۲۱٫۰۴
۲۱٫۰۴ «Hirsute Hippo» یک نسخه استاندارد در ۲۴ آوریل ۲۰۲۱ بود. این نسخه عمدتاً شامل به‌روزرسانی‌های مدیریت فایل Nemo و سینامون بود. آنها به ترتیب به نسخه‌های ۴٫۸٫۵ و ۴٫۸٫۶ به روز شدند. جاشوا پیسَچ "برنامه ریزی برای آینده UCR" را دلیلی برای عدم به روز رسانی‌های عمده عنوان کرد.

### انتشار ۲۱٫۱۰
۲۱٫۱۰ «Impish Indiri» یک نسخه استاندارد در ۱۴ اکتبر ۲۰۲۱ بود. این نسخه شامل به‌روزرسانی‌هایی برای توسعه‌دهندگان لینوکس و یک به‌روزرسانی هسته لینوکس بود. هسته لینوکس به نسخه ۵٫۱۳ به روز شد و پشتیبانی از کارت‌های گرافیک جدیدتر را اضافه کرد. پیش‌فرض پایتون، روبی، پی‌اچ‌پی، پرل، و کلکسیون کامپایلرهای گنو به نسخه‌های جدیدتر به‌روزرسانی شدند.

### انتشار 22٫04 ال‌تی‌اس
22٫04 "Jammy Jellyfish" دومین نسخه اوبونتو سینامون LTS بود و در ۲۲ آوریل ۲۰۲۲ منتشر شد. این انتشار، نسخه سینامون را به سری ۵ به روز کرد و به نسخه ۵٫۲٫۷ رفت. به‌روزرسانی‌ها عمدتاً شامل اوبونتو یا سینامون بود و نه خود اوبونتو سینامون ریمیکس.
- بروزرسانی ۲۲٫۰۴٫۱ در ۱۴ اوت ۲۰۲۲ منتشر شد. این به روز رسانی هیچ پیشرفت عمده ای نداشت و عمدتاً بر روی ثبات سیستم متمرکز بود.[۱۲]

### انتشار ۲۲٫۱۰
۲۲٫۱۰ «Kinetic Kudu» یک نسخه استاندارد در ۲۰ اکتبر ۲۰۲۲ بود. این نسخه نسخه سینامون را به ۵٫۴٫۱۲ به روز کرد که بسیاری ویژگی جدیدی به چیدمان اضافه کرد. چندین بسته سینامون نیز به روز شد. مدیریت پنجره سینامون یعنی مافین به روزرسانی بزرگ دریافت کرد. جدا از به‌روزرسانی‌های سیستم‌عامل، این به‌روزرسانی بسته‌های ایجاد شده با سینامون اوبونتو را نیز به آرشیو اصلی اوبونتو اضافه کرد.

### انتشار ۲۳٫۰۴
۲۳٫۰۴ «Lunar Lobster» در ۲۰ آوریل ۲۰۲۳ عرضه شد. این اولین انتشار اوبونتو سینامون به عنوان طعم رسمی اوبونتو است. این انتشار، نسخه سینامون را به ۵٫۶٫۷ به روز کرد. علاوه بر رفع اشکالات، ویژگی‌های جدیدی به چیدمان و رابط کاربری اضافه نمود. مدیر فایل Nemo نیز به نسخه ۵٫۶٫۳ به روز شد که عمدتاً دارای رفع اشکال بود. مافین به نسخه ۵٫۶٫۳ به روز شد و همچنین اکثراً دارای رفع اشکال بود.
این به‌روزرسانی همچنین اولین به‌روزرسانی موجود بود که به جای استفاده از SourceForge، از هاست واقعی اوبونتو دانلود شد.

### انتشار ۲۳٫۱۰
۲۳٫۱۰ «Mantic Minotaur» یک نسخه استاندارد در ۱۲ اکتبر ۲۰۲۳ بود.

### انتشار ۲۴٫۰۴ ال‌تی‌اس
۲۴٫۰۴ "Noble Numbat" یک نسخه آینده LTS است که پیش‌بینی می‌شود در ۲۵ آوریل ۲۰۲۴ منتشر شود.

## جدول انتشارات
| نسخه                                                                                         | اسم رمز         | تاریخ انتشار  | پشتیبانی تا | توضیحات                      |
| -------------------------------------------------------------------------------------------- | --------------- | ------------- | ----------- | ---------------------------- |
| ۱۹٫۱۰                                                                                        | Eoan Ermine     | ۴ دسامبر ۲۰۱۹ | ژوئیه ۲۰۲۰  | اولین انتشار اوبونتو سینامون |
| 20.04 LTS                                                                                    | Focal Fossa     | ۷ مه ۲۰۲۰     | آپریل ۲۰۲۳  | اولین انتشار پایدار          |
| ۲۰٫۱۰                                                                                        | Groovy Gorilla  | ۲۲ اکتبر ۲۰۲۰ | ژوئیه ۲۰۲۱  |                              |
| ۲۱٫۰۴                                                                                        | Hirsute Hippo   | ۲۴ آوریل ۲۰۲۱ | ژانویه ۲۰۲۳ |                              |
| ۲۱٫۱۰                                                                                        | Impish Indri    | ۱۴ اکتبر ۲۰۲۱ | ژوئیه ۲۰۲۲  |                              |
| 22.04 LTS                                                                                    | Jammy Jellyfish | ۲۲ آوریل ۲۰۲۲ | آپریل ۲۰۲۵  | نسخه پایدار فعلی             |
| ۲۲٫۱۰                                                                                        | Kinetic Kudu    | ۲۰ اکتبر ۲۰۲۲ | ژوئیه ۲۰۲۳  |                              |
| ۲۳٫۰۴                                                                                        | Lunar Lobster   | ۲۰ آوریل ۲۰۲۳ | ژانویه ۲۰۲۴ | اولین انتشار به عنوان طعم    |
| ۲۳٫۱۰                                                                                        | Mantic Minotaur | ۱۲ اکتبر ۲۰۲۳ | ژوئیه ۲۰۲۴  | نسخه فعلی                    |
| 24.04 LTS                                                                                    | Noble Numbat    | ۲۵ آوریل ۲۰۲۴ | آپریل ۲۰۲۷  |                              |
| نگارش قدیمی، پشتیبانی نمی‌شود نگارش قدیمی‌تر، هنوز پشتیبانی می‌شود نگارش پایدار جاری انتشار آتی |                 |               |             |                              |